# CKGE-FM
94.9FM The Rock (CKGE-FM) ist ein kanadischer privater Hörfunksender aus Oshawa, Ontario, Kanada. Der Sender sendet ein Aktiv-Rock-Format mit einer Leistung von 50 kW. 

## Geschichte
Der Sender begann mit der Ausstrahlung im Jahr 1957 und wurde von Lakeland Broadcasting unter der Marke 93.5 CKLB-FM betrieben. Anfangs wurde ein Easy-Listening-Format ausgestrahlt. 1966 wurde der Callsign auf CKQS geändert. Im gleichen Jahr wurde die Frequenz auf die heutige umgestellt. 
1979 wurde der Sender von Grand Broadcasting übernommen. Dies führte zu einer erneuten Änderung des Callsigns auf CKQT. Grant Broadcasting wurde 1990 von Power Broadcasting übernommen. 
1993 änderte der Sender sein Sendeformat und sendete ein Adult-Contemporary-Format. Das Callsgin wurde beibehalten, hinzu kam jedoch die Marke „The Edge“. 1995 wurde der Sender in „Magic 94.9“ umbenannt. 1999 änderte man das Sendeformat in ein Modern-Adult-Contemporary-Format, um die jüngere Hörerschaft zu gewinnen. 
2000 wurde Power Broadcasting von Corus Entertainment übernommen. 2003 wurde der Sender an Durham Radio Inc. verkauft. 

## Programm
- Rock Mornings with Graig and Mike
- Matt Diamond
- Doug Eliot
- Lee Eckley
- Claudio Figgucio
- David Marsden
- 5 O'Cock Quttin Time Tune
- Headin Home with the Hip
- Top 6 at 9
- 94.9 The Rocks Indie at 8